# Armadillidium silvestrii
Armadillidium silvestrii là một loài chân đều trong họ Armadillidiidae. Loài này được Verhoeff miêu tả khoa học năm 1931.